# Gabriel Veraldi
Pour les articles homonymes, voir Veraldi.
Gabriel Veraldi, né William Schmidt en 1926 à Annecy et mort le 23 avril 2009, est un écrivain et un traducteur suisse, auteur de romans et d'essais.

## Œuvres

### Romans
- À la mémoire d'un ange, NRF, 1953
- La Machine humaine, NRF, 1954 (Prix Femina)
- Le Chasseur captif, NRF, 1956.
- L’Affaire, Julliard, 1961, Denoël, 1969.
- Les Espions de bonne volonté, Denoël, 1966.
- À la mémoire d'un ange, 1968
- L'Affaire, 1969

### Essais
- L’Humanisme technique, La Table Ronde, 1958
- Histoire du matérialisme, Planète, 1965
- L’Inconscient pour et contre, avec André Akoun, Denoël, 1971
- La Psychologie de la création, avec Brigitte André, Denoël, 1972
- Guérir par l'eau, 1978
- Longévité et immortalité selon la tradition et la science, Vernoy, 1981
- Planète, Éditions du Rocher, 1980 (recueils de textes)
- Le Roman d'espionnage, PUF (Que sais-je ?), 1983
- Infant Feeding, Anatomy of a Controversy, avec John Dobbing et M. McComas, Springer, 1988
- Pauwels ou le malentendu, Grasset, 1989.
- Dieu est-il contre l'économie?, avec Jacques Paternot, 1989
- Le Dernier Pape, avec Jacques Paternot, 2000
- La Science face à l'énigme des ovnis, avec Peter Sturrock, 2002
- La Conscience invisible : Le paranormal à l'épreuve de la science, avec Dean Radin, Véronique Lesueur, 2006
- La Psycho-physique : vers un humanisme scientifique : Entretiens avec Gabriel Veraldi, avec Marcel Odier, 2006

### Traductions
- 1966 : Le Masque de Dimitrios de Eric Ambler
- 1978 : Les Trafiquants d'armes de Eric Ambler